# 東京都中央批發市場
東京都中央批發市場（日语：／ tōkyōto chūō oroshiuri shijō */?）是東京都設置的中央批發市場，共有11處。

## 組織

### 本廳
- 市場長
  - 管理部
    - 總務課、事業政策課、財務課

  - 事業部
    - 業務課、設施課

  - 新市場整備部
    - 管理課

### 事業所
- 豐洲市場（←築地市場）
- 芝浦屠場（日语：芝浦屠場）
- 大田市場（日语：大田市場）
- 豐島市場
- 淀橋市場
- 足立市場
- 板橋市場
- 世田谷市場
- 北足立市場
- 多摩新市鎮市場
- 葛西市場

## 外部連結
- 東京都中央批發市場網站 （页面存档备份，存于）